# Protest the Hero
Protest the Hero est un groupe canadien de metal progressif, originaire de Whitby en Ontario. Originellement formé sous Happy Go Lucky, le groupe change de nom pour celui de Protest the Hero, un quintet dont la discographie se compose, en date, de cinq albums studios incluant Kezia, Fortress, Pacific Myth, Scurrilous et Volition, d'un album live et de quatre EP.
Le style du groupe évolue du post-hardcore au metal progressif, en gardant toujours des touches de metalcore et de mathcore. Les différences stylistiques entre le premier EP, Search for the Truth et l'album Pacific Myth (2016) sont très fortes.

## Biographie

### Débuts (2001–2003)
Le groupe se forme en 2001 sous le nom Happy Go Lucky, alors que les membres n'ont que 14 ans. En 2001, ils enregistrent leur première démo, qui compte trois chansons : I Detest, The 5th Commandment et Just Defy (mais Luke Hoskin affirme sur sa page Formspring que I Detest n'est pas une chanson du groupe et a toujours été attribuée à tort). En 2002, le groupe prend le nom de Protest the Hero, et sort l'EP Search for the Truth, un vinyle sur lequel figure Is Anybody There et Silent Genocide. Cet opus est la première œuvre produite par le label indépendant Underground Operations[réf. nécessaire].
Presque immédiatement après leurs examens finaux, les cinq camarades de lycée participent à la tournée Rock the Vote, durant laquelle, pendant trois semaines, ils tentent de se faire connaître tout en lançant un appel au vote pour l'élection canadienne imminente. En 2003 le groupe sort un nouvel EP, A Calculated Use of Sound qui contient sept chansons. Parmi elles figure These Colours Don't Run qui bénéficiera d'un clip vidéo. Ce dernier montre le groupe jouer la chanson dans les rues de Toronto, avec en fond sonore la version studio. Dans ces premières années, le style du groupe se rapproche du punk, et particulièrement du post-hardcore[réf. nécessaire].

### KeziaetFortress(2004–2009)
Fin 2004, le groupe enregistre leur premier album studio, Kezia, qui sort dans les bacs canadiens le 30 août 2005. Lors de la sortie de l'album en Amérique, le 4 avril 2006, une version remasterisée de l'EP A Calculated Use of Sound est offerte aux cent premiers acheteurs. Kezia est un album concept, décrit par les membres du groupe comme un « requiem situationniste ». Le sujet abordé est l'exécution d'une femme, Kezia. Cette exécution est décrite dans les chansons depuis trois points de vue, celui d'un prêtre, celui d'un garde de prison, et celui de Kezia. Selon Rody Walker, « le sens profond de ce concept, c'est le déclin progressif de notre société. » Au niveau du style, cet album est un tournant. « Nous sommes passés d'un pop-punk simpliste à un metal progressif complexe. C'est un changement assez bizarre, et cela nous a pris trois ans », affirme Rody Walker. L'album est bien accueilli par l'ensemble de la presse spécialisée, qui vante la technicité des riffs et l'étendue vocale de Walker,,,.
Après une intense tournée, le groupe retourne en studio en 2007. L'album qui résulte des sessions d'enregistrement, Fortress, se compose de dix morceaux d'un style plus technique que celui de Kezia.  Après la tournée en promotion de l'album, le groupe publie un album live, Gallop Meets the Earth, composé de morceaux issus de leurs deux précédents albums studio. Protest the Hero joue Fortress du début à la fin lors de leurs performance entre le 20 novembre et le 23 décembre 2009.

### Scurrilous(2010–2012)
Le groupe débute officiellement l'enregistrement de son quatrième album studio en août 2010. Le 15 décembre 2010, Walker poste une vidéo indiquant l'avènement de leur album, Scurrilous, qui sera publié le 11 mars 2011.

### Volition(depuis 2013)
En 2013, les membres du groupe décident de se séparer de leur maison de disque et lancent une campagne de levée de fonds pour assurer la sortie de leur quatrième album. Le but de la campagne, fixé à 125 000 $, est atteint en 30 heures puis surpassé de plus de deux fois. Le groupe n'avait connu aucun changement de formation jusqu'en début 2013 ou le batteur Moe Carlson décida de quitter le groupe afin de continuer ses études pour travailler dans l'usinage, le groupe décide alors de garder cette information pour eux et ils ne la divulgueront qu'en juin, lorsque la campagne de levée de fonds sera terminée.

## Style
Dans leur carrière, le groupe a eu plusieurs changements de style. Au début, dans leur EP, Protest the Hero affichait un son plus post-hardcore. Ensuite, avec Kezia, ils ont eu un son plus mathcore. Finalement, avec Fortress, ils ont conservé le son mathcore mais ont ajouté plus de metalcore au son avec des hurlements plus prononcés et plus de double kick de bassdrum, ce qui en fait un groupe représentant du genre mathcore. L'évolution de Rody Walker au cours des albums est très prononcée. On[Qui ?] remarque qu'à partir de Fortress, sa voix a gagné en clarté et qu'il varie beaucoup plus ses intonations[réf. nécessaire].

## Membres

### Membres actuels
- Rody Walker – chant (depuis 2001)
- Luke Hoskin – guitare lead, piano, chœurs (depuis 2001)
- Tim Millar – guitare rythmique, piano, chœurs (depuis 2001)
- Mike Ieradi – batterie (depuis 2013)
- Cam McLellan - guitare basse (2013, depuis 2014)

### Anciens membres
- Moe Carlson – batterie (2001–2013)
- Arif Mirabdolbaghi - guitare basse (2001-2014)

## Discographie
- 2003 : A Calculated Use of Sound
- 2005 : Kezia
- 2008 : Fortress
- 2009 : Gallop Meets The Earth (live)
- 2011 : Scurrilous
- 2013 : Volition
- 2016 : Pacific Myth
- 2020 : Palimpsest